# Sturlubók
Sturlubók es un manuscrito medieval islandés, presuntamente escrito por Sturla Þórðarson (m. 1284), y que se considera una transcripción de Landnámabók por los eruditos, un censo de colonizadores de Islandia y sus descendientes. Según Sturlubók, el descubridor de Islandia fue un vikingo llamado Naddoddr.
El original se quemó en el incendio de Copenhague de 1728 y fue reescrito por Jón Erlendsson en el siglo XVII. Haukr Erlendsson (m. 1334) afirmaba que Hauksbók y Sturlubók se basaban en el hoy perdido Styrmisbók de Styrmir Kárason.